# Адам Опель
Адам Опель (9 травня 1837 — 8 вересня 1895) — засновник компанії Adam Opel GmbH.
Народився в Рюссельсгаймі. В молодості багато подорожував по Європі, у Франції навчався виробництва швейних машин, а в 1863, у віці 25 років відкрив в Рюссельсхаймі фабрику з їх виробництва.
У 1868 році одружився з Софі Марі Шеллер (Scheller). У подружжя Опелів було п'ять синів: Карл, Вільгельм, Генріх, Фрідріх і Людвіг. Всі п'ятеро працювали у сімейному бізнесі.
У 1884 році, на виставці у Франції, Адам познайомився з велосипедом і загорівся новою ідеєю — випуском велосипедів. З 1885 року на фабриці Опеля розпочалось виробництво велосипедів. Велосипеди Опеля мали накачувані повітрям камери.
Сини Адама Опеля з дитинства захоплювалися їздою на велосипедах і виступали на всіляких змаганнях (на їх долю випало 560 перемог), і завдяки їхнім перемогам у всій Європі дізналися про велосипеди марки Opel і виник неабиякий інтерес до велосипедів.
Помер Адам Опель за 3 роки до того, як його сини зайнялися виробництвом автомобілів — товару, завдяки якому заснована ним компанія стала відомою на весь світ.
Онук Адама Опеля — Фрітц фон Опель — створив перший реактивний літак.
В 2012 році компанія Опель випустила автомобіль Опель Адам.